# Kasteel van Oijen
Het Kasteel van Oijen lag ten oosten van het Noord-Brabantse dorp Oijen. Tegenwoordig resteren daarvan nog enkele bijgebouwen.
In 1361 werd dit kasteel gebouwd in opdracht van Maria van Brabant, dochter van Hertog Jan III van Brabant. Het was bedoeld als voorpost aan de Maas ter bescherming tegen invallen van de Geldersen. Toen Maria in 1399 kinderloos stierf verviel de heerlijkheid Oijen en het kasteel echter aan de Hertog van Gelre.
In 1511 werd de burcht in opdracht van Landvoogdes Margaretha van Oostenrijk gesloopt. In 1594 werd op de fundamenten van de voorburcht echter een nieuw kasteel gebouwd.
In 1825 werden voor het kasteel twee gebouwen neergezet, het Westelijk en het Oostelijk Neerhuis. Hierin werden twee lage ronde hoektorens van het kasteel opgenomen.
Het kasteel werd in 1837 afgebroken door de Eindhovense fabrikant Josephus Smits (later Smits van Oyen genaamd) die de heerlijkheid in 1836 in eigendom had verkregen. Hij liet het eigenlijke kasteel afbreken, maar behield de jachtrechten en verpachtte de nog bestaande gronden.
De gebouwen uit 1825 en de muur ertussen bleven staan.
Het koetshuis en de paardenstal werden in gebruik genomen als boerderij. In 1930 is zelfs een deel van de slotgracht gedempt en de houten toegangsbrug werd afgebroken. De gebouwen zijn in 1985 gerestaureerd en in 2010 vond er wederom groot onderhoud plaats. Sinds 1997 is de Vereniging Natuurmonumenten eigenaar van de gebouwen en de grond.